# Chazeuil (Côte-d'Or)
Chazeuil is een gemeente in het Franse departement Côte-d'Or (regio Bourgogne-Franche-Comté) en telt 221 inwoners (2004). De plaats maakt deel uit van het arrondissement Dijon.

## Geografie
De oppervlakte van Chazeuil bedraagt 18,8 km², de bevolkingsdichtheid is 11,8 inwoners per km².
De onderstaande kaart toont de ligging van Chazeuil (Côte-d'Or) met de belangrijkste infrastructuur en aangrenzende gemeenten.

## Demografie
Onderstaande figuur toont het verloop van het inwonertal (bron: INSEE-tellingen).
1. ↑  Populations de référence 2022.